# Sainte-Solange
Sainte-Solange és un municipi francès, situat al departament de Cher i a la regió de Centre – Vall del Loira. L'any 2007 tenia 1.204 habitants.

## Demografia

### Població
El 2007 la població de fet de Sainte-Solange era de 1.204 persones. Hi havia 453 famílies, de les quals 86 eren unipersonals (43 homes vivint sols i 43 dones vivint soles), 150 parelles sense fills, 193 parelles amb fills i 24 famílies monoparentals amb fills.
La població ha evolucionat segons el següent gràfic:
Habitants censats

### Habitatges
El 2007 hi havia 502 habitatges, 456 eren l'habitatge principal de la família, 18 eren segones residències i 27 estaven desocupats. 497 eren cases i 3 eren apartaments. Dels 456 habitatges principals, 342 estaven ocupats pels seus propietaris, 108 estaven llogats i ocupats pels llogaters i 6 estaven cedits a títol gratuït; 1 tenia una cambra, 11 en tenien dues, 56 en tenien tres, 136 en tenien quatre i 252 en tenien cinc o més. 382 habitatges disposaven pel capbaix d'una plaça de pàrquing. A 160 habitatges hi havia un automòbil i a 275 n'hi havia dos o més.

### Piràmide de població
La piràmide de població per edats i sexe el 2009 era:
| Homes | Edats   | Dones |
| ----- | ------- | ----- |
| 0     | 95 o +  | 0     |
| 0     | 90 a 94 | 4     |
| 16    | 85 a 89 | 20    |
| 0     | 80 a 84 | 4     |
| 16    | 75 a 79 | 8     |
| 28    | 70 a 74 | 12    |
| 32    | 65 a 69 | 32    |
| 12    | 60 a 64 | 28    |
| 20    | 55 a 59 | 16    |
| 60    | 50 a 54 | 48    |
| 60    | 45 a 49 | 56    |
| 48    | 40 a 44 | 28    |
| 48    | 35 a 39 | 76    |
| 44    | 30 a 34 | 44    |
| 48    | 25 a 29 | 44    |
| 36    | 20 a 24 | 40    |
| 36    | 15 a 19 | 20    |
| 56    | 10 a 14 | 48    |
| 80    | 5 a 9   | 16    |
| 28    | 0 a 4   | 52    |

## Economia
El 2007 la població en edat de treballar era de 794 persones, 578 eren actives i 216 eren inactives. De les 578 persones actives 526 estaven ocupades (275 homes i 251 dones) i 53 estaven aturades (23 homes i 30 dones). De les 216 persones inactives 80 estaven jubilades, 76 estaven estudiant i 60 estaven classificades com a «altres inactius».

### Ingressos
El 2009 a Sainte-Solange hi havia 471 unitats fiscals que integraven 1.214,5 persones, la mediana anual d'ingressos fiscals per persona era de 17.559 €.

### Activitats econòmiques
Dels 35 establiments que hi havia el 2007, 1 era d'una empresa alimentària, 2 d'empreses de fabricació d'altres productes industrials, 7 d'empreses de construcció, 7 d'empreses de comerç i reparació d'automòbils, 2 d'empreses de transport, 1 d'una empresa d'hostatgeria i restauració, 1 d'una empresa financera, 1 d'una empresa immobiliària, 5 d'empreses de serveis, 7 d'entitats de l'administració pública i 1 d'una empresa classificada com a «altres activitats de serveis».
Dels 8 establiments de servei als particulars que hi havia el 2009, 1 era una oficina bancària, 1 taller de reparació d'automòbils i de material agrícola, 1 guixaire pintor, 2 fusteries, 1 lampisteria, 1 electricista i 1 tintoreria.
Dels 2 establiments comercials que hi havia el 2009, 1 era una botiga de menys de 120 m² i 1 una fleca.
L'any 2000 a Sainte-Solange hi havia 20 explotacions agrícoles que ocupaven un total de 2.212 hectàrees.

## Equipaments sanitaris i escolars
L'únic equipament sanitari que hi havia el 2009 era una farmàcia.
El 2009 hi havia 1 escola maternal i 1 escola elemental.

## Poblacions més properes
El següent diagrama mostra les poblacions més properes.